# USS Fort Worth (LCS-3)
USS Fort Worth (LCS-3) — другий корабель типу Freedom і третій клас Бойових кораблів прибережної зони (LCS-1), який знаходиться в складі ВМС США.

## Назва
Корабель прибережної зони USS «Fort Worth» (LCS 3) є першим кораблем в складі ВМС США, який був названий на честь Форт-Верта (Fort Worth), міста в штаті Техас, США, про що було повідомлено 06 березня 2009 року. Хрещеною матір'ю стала Кей Грейнджер (Kay Granger) — американський політик-республіканець, з 1997 року вона представляє 12-й округ штату Техас в Палаті представників США.

## Будівництво
Контракт на будівництво 23 березня 2009 року отримала компанія Marinette Marine Corporation (MMC). 11 липня 2009 року на корабельні Marinette Marine Shipyard в місті Марінетті, штат Вісконсин, відбулася церемонія закладки кіля. Спущений на воду 7 грудня 2010 року. Церемонія хрещення відбулася 4 грудня 2010 року. Переданий ВМС США 06 червня 2012 року. Введено в експлуатацію 22 вересня 2012 року.Порт приписки військово-морська база Сан-Дієго, штат Каліфорнія.

## Бойова служба
У листопаді 2014 року залишив порт приписки Сан-Дієго і вирушив у своє перше розгортання, яке тривало 16-місяців в зоні відповідальності 7-го флоту США. 18 березня 2015 вперше прибув в Сасебо, Японія. 6 квітня, спільно з ракетним есмінцем USS «Fitzgerald» (DDG 62), вперше прибув з чотириденним візитом в даланг, В'єтнам, щоб взяти участь в шостій щорічній співпраці «Naval Engagement Activity» (NEA). У травні прибув до Сінгапуру і взяв участь в 10-ій міжнародній військово-морській виставці «IMDEX Asia--2015», яка проходить з 19 по 21 травня. З 14 по 19 жовтня взяв участь у навчаннях «Malabar-2015», в яких залучені військові кораблі, літаки і персонал ВМС Індії, Японії та США. Став першим прибережним кораблем, який взяв участь в даних навчаннях. 30 грудня прибув з візитом в Пхукет, Таїланд. 12 січня 2016 року у порту Сінгапуру на кораблі виникли проблеми з руховою установкою. 22 серпня залишив військово-морську базу Changi в Сінгапурі і почав транзитний перехід через Тихий океан в порт приписки Сан-Дієго. 6 вересня прибув на острів Гуам. 21 вересня повернувся в зону відповідальності 3-го флоту США.
В лютому 2020 року ВМС США офіційно оголосили, що хочуть списати перші чотири кораблі прибережної зони (Littoral Combat Ship, LCS) класів Freedom та Independence. Про плани списання USS Freedom (LCS-1), USS Independence (LCS-2), USS Fort Worth (LCS-3) та USS Coronado (LCS-4) стало відомо з брифінгів Пентагону стосовно бюджетного запиту міноборони США на 2021 рік. Рішення про списання кораблів повинно бути затверджено Конгресом.